# Adelbert von Chamisso
Adelbert von Chamisso  (Ludolf Karl Adelbert von Chamisso, Chateau de Boncourt, 30. siječnja 1781. – Berlin, 21. kolovoza 1838.), njemački književnik i znanstvenik.
Sin je francuskog časnika koji je zbog revolucije emigrirao u Berlin. Bio je najprije paž kraljice Luise, zatim pješački časnik, nakon čega napušta vojsku te se posvećuje izučavanju njemačkog jezika i književnosti. Pristupa krugu njemačkih romantičara Nordsternbund. Studirao je medicinu i botaniku, obilazio svijet kao istraživač na ruskom brodu Rjurik te postao kustos botaničkog vrta u Berlinu. Vrlo rano se posve saživio sa svijetom i stilom njemačke romantike. 
U njegovu književnom razvoju očiti su utjecaji Schillera, Novalisa, Goethea i Tiecka. Usprkos izrazitoj osjećajnosti i snažnom daru uživljavanja, nije se uspio razviti u samosvjesnog pjesnika ljubavne lirike i balade. Za razliku od poezije opterećene sentimentalizmom i egotikom, njegov prozni rad djelotvoran je u izrazu. Najvažnija je pripovijetka o Peteru Schlemihlu koji je izgubio svoju sjenu, gdje je u simboličnom obliku opisao sudbinu čovjeka između dvije domovine. Samo ime junaka (Schlemihl) na hebrejskom jeziku označava čovjeka loše sreće. Poznati su i njegovi putopisi, znanstveni radovi s područja botanike te prijevodi (Béranger).
U biologiji se rabi kratica Cham. kad se citira botaničko ime.

### Djela
- "Čudnovata pripovijest Petera Schlemihla"
- "Napomene i pogledi s otkrivačkog putovanja"